# Cañoncitos de dulce de leche
Los cañoncitos de dulce de leche (también, pueden estar rellenos de crema pastelera) son una variedad de facturas y bizcochos hechas con masa de hojaldre horneada rellena de dulce de leche, tradicional en la gastronomía argentina, paraguaya y uruguaya.Originada en Argentina, esta pieza de pastelería de debe su nombre a la intención sarcástica y contestataria de los panaderos inmigrantes europeos del siglo XIX, (muchos de ellos anarquistas) que acostumbraban bautizar sus creaciones de la forma más irreverente, en este caso haciendo alusión a las armas de fuego en aquellos tiempos turbulentos. En la gastronomía de Costa Rica existe un tostel virtualmente similar llamado cacho, que es una masa de hojaldre rellena.